# História do socialismo
A história do socialismo encontra suas origens na Revolução Francesa e nas mudanças trazidas pela Revolução Industrial, apesar de ele ter precedentes em movimentos e ideias anteriores. Assim como o conceito de capitalismo, ele contém uma grande gama de visões. 
O termo 'socialismo' é geralmente atribuído a Pierre Leroux em 1834, que chamou de socialismo "a doutrina que não desistiria dos princípios de Liberdade, Igualdade e Fraternidade" da Revolução Francesa de 1789, ou a Marie Roch Louis Reybaud na França, ou então na Inglaterra a Robert Owen, que é considerado o pai do movimento cooperativo.
A maioria dos socialistas daquele período se opuseram aos deslocamentos trazidos pela Revolução Industrial. Eles criticaram o que conceberam como injustiça, desigualdades e sofrimentos gerados pela revolução e o mercado livre laissez-faire no qual ela se sustentava.

## Resumo

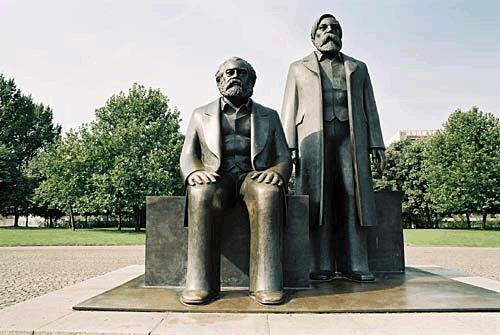
Estátua de Marx e Engels, fundadores do Marxismo.

O Conde de Saint-Simon, um seguidor de Adam Smith, argumentou que uma irmandade de homens deveria acompanhar a organização científica da indústria e da sociedade. Proudhon disse que "propriedade é roubo" e que o socialismo era "toda a ideia para o melhoramento da sociedade". Proudhon se definia como anarquista, assim como Bakunin, o pai do anarquismo moderno, que é também chamado de socialista libertário, uma teoria na qual os trabalhadores controlariam os meios de produção através de suas próprias associações de produção.
O Manifesto Comunista foi escrito por Karl Marx e Friedrich Engels em 1848, pouco tempo antes das Revoluções de 1848 varrerem a Europa, expressando o que eles chamaram de 'socialismo científico'. No último terço do século XIX partidos social-democratas surgiram na Europa, sob influências tanto de Karl Marx quanto de seu eventual rival, Ferdinand Lassalle, considerado o precursor da social-democracia.
Na primeira metade do século XX a União Soviética e os partidos Comunistas da Terceira Internacional ao redor do mundo passaram a representar o socialismo em termos do modelo econômico de desenvolvimento soviético, ou seja, a criação de economias planificadas direcionadas por um Estado que possui todos os meios de produção, apesar de outros ramos condenarem o que eles enxergavam como falta de democracia.
Comunistas na Iugoslávia na década de 60 e na Húngria nas décadas de 70 e 80, comunistas chineses desde a Reforma Econômica Chinesa, e alguns economistas ocidentais, propuseram diferentes formas de socialismo de mercado, reconciliando o controle cooperativo ou do Estado dos meios de produção com forças do mercado, permitindo que o mercado guie a produção e o comércio ao invés de planejadores centrais.
Em 1945 Partidos Socialistas Europeus no poder eram considerados administrações socialistas por alguns. No Reino Unido, Herbert Morrison disse que "Socialismo é o que a mão-de-obra do governo faz", enquanto Aneurin Bevan argumentou que o socialismo requer que "os principais setores da economia sejam trazidos para o poder público", com um plano econômico e democracia dos trabalhadores. Alguns argumentaram que o capitalismo havia sido abolido. Os governos socialistas estabeleceram a 'economia mista' com nacionalizações parciais e bem-estar social.
Em 1968 a longa Guerra do Vietnã (1959-1975) fez surgir a Nova Esquerda, socialistas que tendiam a ser críticos à URSS e à social-democracia. Anarco-sindicalistas, alguns elementos da Nova Esquerda e outros preferem controle descentralizado e coletivo na forma de cooperativas ou conselhos operários.
Nas décadas recentes, partidos socialistas europeus redefiniram seus objetivos, e reverteram suas políticas sobre nacionalização.
No século XXI, na Venezuela, o presidente Hugo Chavez apresentou o que ele chamou de 'Socialismo do século XXI', que incluía uma política de nacionalização de recursos nacionais, como o petróleo, anti-imperialismo, e se auto denominou um Trotskista apoiando a 'revolução permanente'.

## Origens do Termo
O surgimento do termo "socialismo" é frequentemente atribuído a Pierre Leroux em 1834, ou a Marie Roch Louis Reybaud na França, ou então na Inglaterra a Robert Owen, que é considerado o pai do movimento cooperativo.

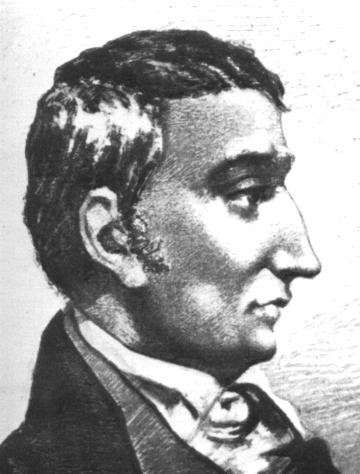
Conde de Saint-Simon, fundador do socialismo francês.

Os primeiros socialistas modernos eram os críticos sociais ocidentais do início do século XIX. Nesse período, o socialismo emergiu de uma combinação de doutrinas e experimentos sociais associados primariamente com pensadores franceses e britânicos — especialmente Robert Owen, Charles Fourier, Pierre-Joseph Proudhon, Louis Blanc e o Conde de Saint-Simon. Esses críticos sociais criticaram os excessos de pobreza e desigualdade da Revolução Industrial, e defendiam reformas como a distribuição igualitária de riquezas e a transformação da sociedade em pequenas comunidades nas quais a propriedade privada seria abolida. Apresentando princípios para a reorganização da sociedade por linhas coletivistas, Saint-Simon e Owen queriam criar o socialismo nas bases de comunidades planejadas, utópicas.
De acordo com alguns relatos, o uso das palavras "socialismo" ou "comunismo" estava relacionado à atitude com relação à religião em uma dada cultura. Na Europa, "comunismo" era considerado a mais ateísta das duas. Na Inglaterra, entretanto, essa palavra parecia muito com comunhão, então os ateus preferiam se denominar socialistas.
Em 1847, de acordo com Friedrich Engels, "Socialismo" era "respeitável" no continente europeu, enquanto "Comunismo" era o oposto, os Owenistas na Inglaterra e os Fouriernistas na França eram considerados socialistas, enquanto os movimentos operários que "proclamavam a necessidade de uma mudança social total" se denominavam "comunistas". Esse último era "poderoso o bastante" para produzir o comunismo de Étienne Cabet na França e Wilhelm Weitling na Alemanha.

### Henri de Saint-Simon
Henri de Saint-Simon, que é chamado de fundador do socialismo francês, argumentava que uma sociedade de homens deve acompanhar a organização científica da indústria e da sociedade. Ele propôs que a produção e distribuição deveriam ser controladas pelo Estado, e que permitir que todos tivessem oportunidades iguais para desenvolver seus talentos levaria à harmonia social, e o Estado poderia ser virtualmente eliminado. "Poder sobre os homens seria substituído pela administração das coisas."

### Robert Owen
Robert Owen advogava a transformação da sociedade em comunidades pequenas, locais sem sistemas elaborados da organização social. Owen foi um gerente de moinho de 1800 a 1825. Ele transformou a vida na vila de New Lanark com ideias e oportunidades que eram pelo menos cem anos à frente de seu tempo. Trabalho infantil e punição corporal foram abolidos, e os aldeões tinham casas decentes, escolas e aulas noturnas, atendimento médico gratuito, e comida a preços acessíveis.

### Pierre-Joseph Proudhon
Pierre-Joseph Proudhon pronunciou que "propriedade é roubo" e que o socialismo era "toda a atitude com objetivo de melhorar a sociedade". Proudhon se auto-denominava anarquista e propôs que uma livre associação de indivíduos deveria substituir o Estado coercivo. Proudhon, Benjamin Tucker, e outros desenvolveram essas ideias na direção de um livre-mercado, enquanto Mikhail Bakunin, Piotr Kropotkin, e outros adaptaram as ideias de Proudhon em uma direção socialista mais convencional.

### Mikhail Bakunin
Mikhail Bakunin, o pai do anarquismo moderno, era um socialista libertário, uma teoria pela qual os trabalhadores iriam gerenciar diretamente os meios de produção através de suas próprias associações produtivas. Haveria "iguais meios de subsistência, apoio, educação e oportunidade para toda a criança, menino ou menina, até à maturidade, e iguais recursos e estabelecimentos na fase adulta para criar seu próprio bem-estar através de seu trabalho."
Enquanto muitos socialistas enfatizaram a transformação gradual da sociedade, mais notavelmente através da fundação de sociedades pequenas, utópicas, um número crescente de socialistas se desiludiu com a viabilidade dessa abordagem e enfatizou ações políticas diretas. Os primeiros socialistas eram unidos, entretanto, em seu desejo por uma sociedade baseada na cooperação ao invés da competição.

## Marxismo e o movimento socialista
A Revolução Francesa de 1789, de acordo com Marx e Engels, "aboliu a propriedade feudal em favor da propriedade burguesa". A Revolução Francesa foi precedida e influenciada pelos trabalhos de Jean-Jacques Rousseau, cujo Do Contrato Social começou: "O homem nasce livre, e está acorrentado em todos os lugares." É creditada a Rousseau influência sobre o pensamento socialista, mas foi François Noël Babeuf, e sua Conspiração dos Iguais, quem forneceu um modelo para os movimentos esquerdistas e comunistas do século XIX.
Marx e Engels basearam-se nessas ideias socialistas ou comunistas nascidas na Revolução Francesa, assim como na filosofia alemã de Hegel, e na política econômica inglesa, especialmente aquelas de Adam Smith e David Ricardo. Marx e Engels desenvolveram um corpo de ideias, as quais eles chamaram de "socialismo científico", normalmente chamado de "marxismo". O marxismo continha teorias sobre história, política, economia e filosofia.
No Manifesto Comunista, escrito em 1848 apenas alguns dias antes do início das revoluções de 1848, Marx e Engels escreveram: "A característica que distingue o Comunismo não é a abolição da propriedade em geral, mas a abolição da propriedade burguesa." Diferentemente daqueles chamados por Marx de "socialistas utópicos", Marx disse que: "A história de todas sociedades até ao momento é a história da luta de classes." Enquanto os socialistas utópicos acreditavam que era possível trabalhar dentro ou reformar a sociedade capitalista, Marx confrontava a questão do poder político e econômico da classe capitalista, expressa em seu domínio dos meios de produção (fábricas, bancos, comércio, ou seja, 'capital'). Marx e Engels formularam teorias abordando a maneira prática de alcançar e gerenciar um sistema socialista, que eles acreditavam ser possível apenas através do controle comum daqueles que produzem riquezas na sociedade, os trabalhadores ou proletariado, sobre suas ferramentas de trabalho, as maneiras de produzir riquezas.
Marx acreditava que o capitalismo só poderia ser deposto através de uma revolução feita pela classe trabalhadora: "O movimento proletário é o movimento independente, auto-consciente da imensa maioria, pelos interesses da imensa maioria." Marx acreditava que o proletariado era a única classe com a coesão, meios e determinação de fazer uma revolução. Diferentemente dos socialistas utópicos, que frequentemente idealizavam uma vida agrária e não viam com bons olhos o crescimento da indústria moderna, Marx via o crescimento do capitalismo e do proletariado urbano como um estágio necessário para se chegar ao socialismo.
Para os marxistas, socialismo, ou como Marx definiu, a primeira fase da sociedade comunista, pode ser vista como um estágio transitório caracterizado pela posse comum ou do estado dos meios de produção sob o controle e gerenciamento democrático dos trabalhadores, que Engels disse estar começando a acontecer na Comuna de Paris de 1871, antes dela ser encerrada. O socialismo é para eles a fase transitória entre o capitalismo e a "fase mais elevada da sociedade comunista". Uma vez que essa sociedade tem características de ambos seu ancestral capitalista e está começando a mostrar propriedade do comunismo, ela terá posse dos meios de produção coletivamente mas distribuirá os resultados de acordo com a contribuição individual. Quando o estado socialista (a ditadura do proletariado) naturalmente se dispersar, o que restará será uma sociedade na qual seres humanos não mais sofrem de alienação. Nessa fase "a sociedade escreve em seus banners: de cada de acordo com sua habilidade para cada de acordo com suas necessidades." Para Marx uma sociedade comunista tem uma ausência de diferentes classes sociais e portanto da luta de classes. De acordo com Marx e Engels, uma vez que a sociedade socialista tivesse sido introduzida, o estado começaria a atrofiar, e a humanidade teria controle de seu próprio destino pela primeira vez.